# Banda de lași
Banda de lași (titlul original: în italiană Un branco di vigliacchi) este un film dramatic de coproducție italo-franceză, realizat în 1962 de regizorul Fabrizio Taglioni, protagoniști fiind actorii Roger Moore, Pascale Petit, Aroldo Tieri și Memmo Carotenuto.

## Rezumat
Italia, al doilea Război Mondial. Giuditta, o fată frumoasă care lucrează pentru a-și întreține frățiorul Marcello, ascunde la fermă patru prizonieri englezi care au evadat dintr-un lagăr de concentrare. Descoperiți de germani, cei patru sunt uciși și Marcello moare împreună cu ei, care se grăbise să-i avertizeze de pericol.
Giuditta disperată fuge și se alătură unui grup de oameni care încearcă să treacă în zona Italiei deja eliberată de anglo-americani. În timpul unei opriri la o fermă, sosește o patrulă germană al cărei comandant, îi ia ostatici pe toți, condiționând eliberarea lor dacă o fată din grup se culcă cu el. Italienii încearcă să o convingă pe Giuditta, să îndeplinească dorințele sergentului.
Giuditta rezistă la început presiunilor grupului, apoi văzând că situația se înrăutățește, se resemnează și cedează chiar dacă are de suferit. Tocmai atunci sosesc avangărzile americane cărora grupul de lași le oferă o versiune complet falsă a faptelor: toți s-au comportat ca niște eroi, iar fata era cea care voia să se destrăbăleze.

## Distribuție
- Roger Moore – Enzo Prati
- Pascale Petit – Giuditta
- Aroldo Tieri – Tassoni
- Frank Villard – M. De Rossi
- Memmo Carotenuto – șoferul camionetei
- Luisa Mattioli – Germana
- Renato De Carmine – Parenti
- Aldo Bufi Landi – Micheli
- Scilla Gabel – dna. De Rossi
- Archie Savage – ofițerul american
- Manlio De Angelis – Marcello
- Attilio Dottesio – prizonerul german

## Premii
- 1963 Filmul a participat la Festivalul de la Moscova, unde a câștigat Premiul pentru cel mai bun film străin.[1]
- 1963 La Festivalul de la Vichy, a fost recompensat cu Premiul pentru „Cel mai bun complex interpretativ”.